# Политичка странка
Политичка странка, или политичка партија, политичка је организација (облик политичког организовања људи), која обухвата људе с истом политичком идеологијом, а с основним циљем потпуног или делимичног освајања и вршења државне власти, демократским путем, на основу избора.
Настанак и развој политичких странака неодвојиви су од представничке демократије, конкретно, од бирачког права грађана и избора представника народа посредством тог права. Међутим, дијалог између народних представника и народа, владајућих и оних над којима се влада, не може се ограничити на моменат гласања бирача. У међувремену, грађани настоје да утичу на ток јавних послова и да би тај утицај остваривали са што већом ефикасношћу они се окупљају у различите организације и групе, од којих су једне и политичке странке. Дакле, развој представничког система отворио је простор за посредовање између грађана и представничких институција јавне власти, на којем су настале политичке странке. Оне су данас постале један од елемената демократског модела организације друштва.
Израз странка подразумева део мноштва, више од једног, дакле више странака (тај израз потиче од српске речи стран, а страна је увек само један део целине), док реч партија потиче из латинског глагола (лат. partiri) који на српском значи „поделити“.
Прве савремене политичке странке настају у XIX веку у индустријским развијеним капиталистичким државама. До данас политичке странке у свету и Србији организоване су по принципу корпоративног устројства. Већина политичких странака функционишу као акционарска приватна предузећа кроз које чланови остварују друштвене привилегије и бољи материјални статус. Тако нешто остварују кроз заступање и наметање одређених политичких идеологија или само кроз популизам без одређене идеологије.
У Републици Србији за оснивање тј. регистрацију политичке странке потребно је 10.000 оверених потписа пунолетних грађана, док је за оснивање политичке странке националне мањине потребно 1.000 оверених потписа пунолетних грађана. За учествовање на парламентарним изборима у Републици Србији потребно је 10.000 оверених потписа пунолетних грађана.

## Дефиниција
Уз дефиницију политичке странке изложену у уводу чланка, три су конститутивна елемента у појму политичке странке: странка је организација, облик политичког организовања људи, основ организовања људи у странку је истоветна политичка идеологија, а циљ удруживања је освајање и вршење државне власти, легалним, демократским путем, учешћем на изборима и добијањем већине на изборима.

На крајње јасан начин ови елементи политичке странке долазе до изражаја у дефиницији Пјетра Вирге: 
| „ | Странке су удружења људи који имају заједничку идеологију и заједничке интересе и који посредством једне чврсте организације имају циљ да утичу на доношење одлука о политичком правцу развоја земље. | ” |

А Бенуа Жано каже: 
| „ | Политичка странка је организована група у циљу учествовања у функционисању политичких институција и освајања власти, како би омогућила превагу идеја и интереса својих чланова. | ” |

Међутим, старије дефиниције политичких странака не укључују у појам странке елемент освајања власти на изборима. Тако је према познатој дефиницији Едмунда Берка политичка странка 
| „ | удружење људи за унапређење националних интереса заједничким напорима, на посебним начелима око којих су сагласни. | ” |

### Разлика од других политичких организација
Према овим (горе наведеним) својим конститутивним обележјима политичке странке разликују се од сродних институција које постоје у систему представничке демократије.

#### Од интересне групе
Тако се политичка странка разликује од интересне групе, према томе што има политичку идеологију и што је њен циљ да освоји и врши државну власт. Интересне групе уместо политичке идеологије имају конкретне материјалне и идеолошке интересе чијем остваривању теже и утицајем на државну власт, али њихов циљ није освајање и вршење државне власти. У политичку странку се окупљају људи, припадници исте идеологије, макар и немали исти интерес, док се у интересну групу окупљају људи који имају исти интерес, макар и немали исту идеологију (Р. Лукић).

#### Од политичког покрета
Од политичког покрета странка се разликује према јединственој политичкој идеологији. Политички покрети имају за циљ одбрану, укључујући и посредством државне власти, врло широких и релативно неодређених општенародних интереса који се не могу обухватити никаквом посебном идеологијом у правом смислу речи. За одбрану таквих интереса формирају се политичке организације људи с врло различитим политичким идеологијама, тако да обухватају припаднике разних политичких странака, чак и саме странке.

#### Од оружане групе
Најзад, од организација које исто тако имају за циљ освајање и вршење државне власти, какве су оружане групе, које имају за циљ рушење постојећих институција власти, не респектујући установљени јавни поредак у земљи, политичке странке се разликују према томе што освајању власти теже на начин прописан установљеним јавним поретком, а то значи легалним, демократским путем, учешћем на изборима и добијањем већине на изборима.

## Улога
Улога или функција политичких странака је тројака:
1. да утврде и излуче општу вољу;
2. да одаберу будуће представнике и дисциплинују изабране;
3. да васпитавају и обавештавају бираче;[6]

### Утврђивање и излучивање опште воље
Када су велике масе бирача захваљујући општем праву гласа пуштене на биралиште, појавио се проблем како организовати изборе на основу општег права гласа, тј. како из тог мноштва различитости утврдити и излучити општу вољу. Такву улогу преузеле су на себе политичке странке. Без политичких странака не би било опште воље, то ће рећи, не би било јавног мишљења довољно повезаног да би се ефикасно могло утицати на државну власт, на владајуће. Политичке странке су катализатор латентних тежњи, појединачних мишљења, растурених и противречних, које странка скупља и логички сређује у једну доктрину, у један програм. На тај начин, странке су трансмисиони каиш између грађана и државе, њеног апарата.
Странке омогућавају да се чин избора, предлагање и избор кандидата за представника бирача, претвара у политички избор (chox politique). Без посредовања странака и програма који предлажу и својом пропагандом шире, избори би се сводили на предлагање једног човека, чиме би број грађана који учествују у утврђивању националне политике спао на минимум.

Према томе, главна улога странке је да прикупи и уједини једно мишљење које већ постоји, само што је расуто и сувише диференцирано. Иако се странкама замера да цепају народ на непријатељске групе, да уносе у њега раздор и заваду, оне, напротив, 
| „                    | покушавају да безброј ситних људских ћуди и гледишта које постоје у једном народу сведу на неколико великих колективних мишљења, и да место великог броја малих група од којих ниједна не представља никакву политичку снагу, створе мали број великих, добро дисциплинованих група, које су у стању да приме на себе терет државне управе. Странке су, дакле, организације снаге; оне не разједињују него уједињују. | ” |
| — Слободан Јовановић | |   |

Како се види, политичке странке су оруђе за стварање и функционисање демократије.

### Одабир будућих представника и дисциплиновање изабраних
У односу на изабране, на народне представнике, странке имају једну примордијалну функцију, често недовољно уочавану и истицану. Оне најпре одабирају кандидате за народне представнике. Такву улогу странке имају на председничким изборима, посебно у Сједињеним Америчким Државама, где захваљујући систему конвенције свака странка бира своје кандидате, а поготово на парламентарним изборима, с тим што се овде улога странке разликује у зависности од начина избора, односно гласања. Ако је реч о гласању по листама, странка има велики утицај на предлагање кандидата и утврђивање листа по изборним јединицама, док се на униноминалним изборима улога странке умањује и своди на избор кандидата, препуштајући питање коначног избора срећи утакмице између личности. У сваком случају, одабир кандидата за изборе странака не може вршити произвољно, као некад, и мора што више обезбеђивати промоцију одређених друштвених категорија.

Без овакве улоге политичких странака не би се могла обезбедити компактна већина на изборима. Да би се бирачки гласови груписали око малог броја кандидата, потребни су организатори који би позвали све бираче истог политичког правца да гласају само за једног кандидата. Тог кандидата морају предложити сами ти организатори, водећи рачуна о томе да пронађу таквог човека који ће изазвати најмање отпора. Такав организатор избора су политичке странке, које омогућују да се гласови бирача не растурају на велики број кандидата, при чему 
| „              | и онај од тих кандидата који би добио највећи број гласова, ипак би имао за собом само незнатни део бирачког тела. | ” |
| — С. Јовановић | |   |

Улога странке је и да дисциплинује изабране представнике народа. Она се најпре своди на то да се изабрани заштити од себе самог, тј. од искушења да попусти под притиском различитих интересних група и да сачува програм који је био излаган на изборима од напада који на њега чине појединачни интереси. Да би се то остварило, изабрани мора стално бити подсећан и опомињан од стране руководства странке на захтев општег добра, како га види странка, на захтев очувања традиција и филозофије странке. Са своје стране, странка мора бити довољно добро уређена да успостави дисциплину и поштовање положаја представника. Овде је једина санкција искључење, чија се ефикасност разликује од зависно од епохе и начина гласања. У сваком случају, странка, у различитом степену, остаје савест и основ страначке дисциплине изабраних народних представника.

### Образовање и обавештавање бирача
Трећа друштвена функција политичких странака је образовање и обавештавање бирача. Функција васпитавања или образовања бирача обухвата подстицање бирача на превазилажење њихових појединачних преокупација и њихово окретање ка потребама целине друштва којем припадају. Свака политика и сваки програм претпостављају избор, дакле жртве за опште добро, на које бирачи морају пристајати. Улога странке је да подсећа грађане на тај захтев. У томе је разлика између политичке странке и интересне групе, која настаје на подлози појединачних интереса. У том задатку трајног васпитавања бирача да буду окренути ка општим интересима, политичке странке немају монопол и ту се очекује помоћ од стране других организованих група, какве су клубови, синдикати, грађански покрети и сл. Али, у том задатку странке имају привилеговано место, јер су услед друштвене разноврсности својих гласача способније од других организованих група да одсецају партикуларизме (émonder les particularismes), а то значи да интегришу интересе ове или оне социјалне категорије у глобалну политичку визију.
Политичке странке доприносе обавештавању бирача, тако што се захваљујући постојању више странака између којих постоји слободна утакмица у изражавању опште воље, постиже разноврсност која доводи до ослобађања и ширења различитих обавештења. Многи сматрају да нема демократије без информативног плурализма, мноштва обавештења (B. Jeanneau). На овом подручју странке имају функцију да учествују у многостраном (мултилатералном), а не у једностраном (унилатералном) обавештавању.

## Однос државе према политичким странкама
Држава може према политичким странкама заузимати различите ставове. Четири најпознатија става државе према политичким странкама јесу:
- став забране — кад држава забрањује оснивање и рад сваке странке или само оних које имају противуставне циљеве;
- став игнорисања — кад се држава не интересује за страначки живот, ограничавајући се у односима према странкама на захтеве да се њихов рад одвија у границама поштовања кривичних и полицијских прописа;
- став признавања — кад држава посвећује посебно законодавство странкама, кад их подвргава обавезној регистрацији и кад установљава норме како би се омогућила контрола демократичности њихове унутрашње организације, посебно кад им додељује јавну службу и право предлагања кандидата на представничким изборима;
- став инкорпорисања — кад постоји држава-странка, тј. кад држава признаје једној странци јавну функцију одређивања правца државне политике и кад предвиђа институционално спајање између државних и страначких органа, тако што се вођење државне политике поверава страначким органима;[13]

## Правна природа политичке странке
Правна природа политичке странке је двострука: она је, с једне стране, удружење грађана, тј. уједињење људи чврсто организованих и правно повезаних ради извршавања заједничког политичког циља, а с друге, странка је државни орган, с обзиром на своје својство организоване групе бирача који учествују на изборима и с обзиром на својство парламентарне групе. У ствари, држава признаје као сопствене активности које странка обавља у та два својства, пошто је нпр. власт предлагања кандидата на представничким изборима државна власт, чије вршење има за циљ формирање државних органа.
Као удружење, политичка странка, по правилу, нема својство правног лица, него својство фактичког удружења које располаже ограниченом имовинском самосталношћу. Својство странке као државног органа нарочито долази до изражаја у изборном систему сразмерног представништва приликом гласања по везаним листама, у том смислу што се на њима не могу променити ни имена ни редослед кандидата по листама које су предложиле као организоване групе бирача. Уколико су већа овлашћења политичке странке приликом кандидовања, утолико су мања овлашћења преостала за вршење бирачком телу приликом гласања.
Парламентарну групу, по правилу, образују посланици који припадају истој странци у парламенту, ради остваривања заједничких политичких циљева. Али, од овог правила има и одступања у том смислу што парламентарну групу образују и представници различитих парламентарних странака ради испуњавања услова у погледу минималног броја чланова парламентарне групе, који прописује парламентарни пословник. Парламентарна група постаје категорија парламентарног пословника тек првих деценија 20. века. Штавише, пословници утврђују обавезу припадања парламентарној групи као таквој различите функције у вези с радом парламента (предлагање чланова парламентарних комисија и анкетних одбора, учешће у предлагању дневног реда, у договорима око седница парламента и сл).
Основни циљ политичке странке је да освоји и врши државну власт. Освајањем државне власти странка добија прилику да оствари и испуни идеологију и програм странке, што значи да државу потчини странци, односно да држава буде у рукама оних друштвених група које представља странка. Политичка странка врши државну власт на тај начин што на одлучујућа места у државној организацији поставља своје припаднике. Чланови странке, пошто њихова странка освоји власт, као државна службена лица у државним органима, доносе у том својству државне одлуке. Те одлуке истоветне су са страначким одлукама и управо је странка одредила да се оне имају претворити у државне одлуке. Право да то чини странка је добила демократским путем, на изборима на које је изашла да би добила потребну већину на законом прописан начин. Према томе, легалност политичких странака је њихово битно обележје и оно значи да странка на власти долази изборима и на начин предвиђен постојећим законима. У супротном случају, реч је о револуционарним политичким организацијама (оружаним групама).

## Историјат
Претходница политичких странака биле су групе политичких истомишљеника које су се организовале да би вршиле утицај на државу и обезбедиле победу своје идеје у вези са неким питањем државног уређења и организацијом државе. У Енглеској су таква претходница политичких странака били торијевци и виговци из XVII века, од којих су се први борили за веће краљевске прерогативе, а други против краљевог апсолутизма и за већа права парламента. Торијевци су током XIX века постали Конзервативна странка, а виговци Либерална странка. У XX веку настала је Лабуристичка странка, углавном о трошку Либералне странке, тако да је двостраначки систем очуван.
У Француској претходнице политичких странака настале су у буржоаској револуцији као жирондинци и јакобинци, од којих су први представљали умерене, а други радикалне републиканце.
У САД је током усвајања федералног устава дошло до политичке поделе на федералисте и антифедералисте, у зависности од тога ко се сматрао носиоцем суверености - савезна држава или њене јединице, државе чланице.
Појава политичких странака везује се за XIX век и у вези је са проширивањем права гласа и усвајањем начела народне суверености, према којем власт припада већини народа. Израз странка подразумева део мноштва, више од једног, дакле више странака (тај израз потиче од српске речи страна, а страна је увек само један део целине).
У току XIX века политичке странке заступале су и браниле различите интересе у оквиру општег интереса буржоазије. Све су то биле буржоаске странке, од којих су једне биле либерално, а друге конзервативно оријентисане. Крајем XIX века и почетком XX века, организован и ојачан у борби за своја права путем синдиката и других облика организоване борбе, пролетаријат ствара прве социјалистичке и социјалдемократске странке, са којима наставља борбу за своја права. После октобарске револуције и образовања Треће интернационале, из социјалистичких и социјалдемократских странака издвајају се посебне комунистичке странке. Некако у исто време, у оквиру општих класних интереса буржоазије, формирају се, поред већ постојећих, и нове десничарске странке, од којих су неке биле изразито фашистичке оријентације. И једне и друге, имале су прилику да у неколико земаља освоје и дуже време врше власт, с тим што су у далеко већем броју земаља на власти биле комунистичке странке. По правилу си и комунистичке и фашистичке странке смењиване с власти, са становишта важећег правног поретка, противзаконитим путем. Данас су оне једина два типа странака чије је оснивање у појединим земљама, по правилу у оним у којима су те странке биле на власти, забрањено.
У свету готово да више не постоје земље вез већег броја политичких странака. Као да је свуда победу однело Берково схватање да су странке услов демократске владавине. „Подела на странке, функционисала у целини добро или лоше“ - каже Берк - „неодвојива је од слободне владавине.“

## Типологија политичких странака
Као и свака типологија, и типологија политичких странака зависи од мерила на основу којег се врши, при чему се по себи разуме да су она различита, шира или ужа, више или мање суштинска и сл, што значи да имају различиту вредност.

### Према социјалној групи
Према социјалној групи чије интересе странка изражава, странке се могу поделити на:
1. буржоаске и
2. радничке

Буржоаске странке обухватају: конзервативне, либералне, демократске, демохришћанске, радикалне, народне, републиканске и сличне странке. У радничке странке убрајају се социјалдемократске, социјалистичке, комунистичке и странке „нове социјалистичке левице“.

### Према карактеру и циљевима
Према карактеру и циљевима политичког деловања, странке се могу поделити на:
1. идеолошке и
2. прагматске

Идеолошке странке имају чврсто и јасно изграђену страначку идеологију, које се држе у изборној пропаганди и борби за гласове бирача, док се прагматске у оквиру начелно одређене основне политичке оријентације и крајњих политичких циљева прилагођавају промењивим условима и практичним потребама тренутка. Док идеолошке странке прилагођавају стварност према себи, прагматске прилагођавају себе стварности.

### Према ширини чланства
У зависности од ширине чланства, странке се могу поделити на:
1. кадровске и
2. масовне

Прве, тежиште стављају на квалитет, друге, на број чланова. Кадровске странке чине странци одани и проверени чланови, активисти, док масовне странке имају бројно чланство у широким народним масама. Ова подела политичких странака не мора стајати ни у каквој вези са мањим или већим бројем страначких присталица, односно бирача у бирачком телу. Могуће је да мале кадровске странке добију на изборима велики број гласова, а да масовне странке бројем добијених гласова често и не премаше број својих чланова.

### Према односу према постојећем систему у целини
У зависности од односа према постојећем систему у целини, политичке странке могу се поделити на:
1. револуционарне и
2. странке друштвеног status quo-a

Револуционарне странке теже радикалној промени постојећих друштвених односа, док се странке друштвеног status quo-a ограничавају на деловање у оквир постојећег друштвеног и политичког поретка односа.

### Према основу окупљања чланства
Према основу окупљања чланства, странке могу бити:
1. политичке странке у ужем смислу речи
2. националне
3. конфесионалне
4. регионалне

Политичке у ужем смислу су оне странке које спроводе општи политички програм, националне странке обухватају припаднике исте нације и имају националне циљеве, конфесионалне обухватају припаднике исте конфесије, док регионалне странке обухватају становнике једне покрајине или региона, а циљ им је унапређивање интереса тог подручја.

### Према степену дисциплине
Према степену дисциплине којој је подвргнуто страначко чланство и руководство, странке се могу поделити на:
1. чврсте и
2. лабаве

Прве карактерише строга страначка дисциплина, док се друге више држе на свести својих чланова и либералнијем режиму односа према странци као организацији и између чланова међусобно.

### Друге типологије

#### Типологија Пијетра Вирге
Постоје аутори који дају сумарну типологију политичких странака према свега неколико мерила. Тако Пијетро Вирга дели политичке странке према садржини њиховог програма и према облику њихове организације. Према програму, сматра овај аутор, разликују се идеолошке странке, које теже афирмацији одређеног идеолошког програма у интересу неодређеног броја грађана и интересне или класне странке, које имају за циљ одбрану одређене категорије грађана или класе (нпр. радничке класе), конзервативне, реформистичке и револуционарне странке (међу овим последњим могу се налазити и „противуставне странке“, које теже противуставној промени режима) и странке деснице, центра и левице. Према облику организације, разликују се одборске (то је лабавији облик страначког организовања), секцијске (такве странке имају развијенији страначки апарат), милицијске (чврсто организоване странке као што су фашистичка, националсоцијалистичка, фалангистичка странка) и ћелијске странке (чврсто организоване, али у мањој мери од претходних милитантне странке, као мењшевичка странка Мартова или бољшевичка странка Лењина).

#### Дихотомне и трихотомне типологије
Али постоје и аутори који дају дихотомне и тирхотомне типологије политичких странака, који све политичке странке сабијају у две или три страначке групације.

##### Типологија Мориса Дивержеа
Дихотомну поделу политичких странака даје француски конституционалиста и политички социолог Морис Диверже. Он прави начелну разлику између кадровских и масовних странака. Тако о кадровским странкама каже: 
У почетку, политичке партије сачињавали су локални комитети, створени у сваком изборном округу у којима су се груписале утицајне личности и виђени грађани. Квалитет чланова био је важнији од њиховог броја. Пре свега, тражио се престиж који пружа морални утицај, или богатство које помаже да се прикрију трошкови пропаганде. Унутрашња организација ових комитета била је слаба, због малог броја чланова они нису имали чврсту структуру. Њихова аутономија је и даље била велика: централни органи партија нису имали великог ауторитета над локалним елементима. Партије су сачињавале изглед федерације комитета. У већини комитета доминирале је једна личност, обично посланик. Парламентарци, ослањајући се сваки на свој комитет, имали су веома широку независност. Изузев у Великој Британији, гласачка дисциплина није постојала, тако да су борбе у скупштинама личиле на гладијаторске борбе. Овако примитивна структура партија одржала се у већини европских конзервативних и либералних партија и у америчким партијама. Партије изграђене по оваквом узору називамо кадровским партијама.
Како се види, језгро кадровских странака чини група утицајних личности. Њихов циљ је више сарадња и окупљање угледних личности него удруживање великог броја присталица у странку. Имају релативно слабу организациону структуру, која се везује за парламентарну групу. Веза са бирачима остварује се посредством локалних комитета који у стварности уживају знатну аутономију. Окренуте су искључиво према изборима, а у знатно мањој мери раду између избора. Морис Диверже у ову категорију странака увршћује и британске и америчке политичке странке, које су се у међувремену модернизовале усавршавајући своју организацију. Он процењује да упркос њиховом прилагођавању ове странке трпе јак утицај страначких угледника који нису изабрани демократским путем.
Супротно кадровским странкама, масовне странке теже окупљању што већег броја чланова. За разлику од кадровских странака, масовне странке обраћају се једној мање повлашћеној клијентели (une clientéle plus défavorisée). Тако о њима Диверже каже:
На почетку XX века, социјалисти су створили друкчију партијску структуру, структуру ‘масовних партија’. Основни проблем је био у томе како да се обезбеде финансијска средства за предизборну кампању социјалистичких кандидата, који су у то време сматрани револуционарним и којима су банкари, индустријалци, трговци, велепоседници, који су финансирали изборе либералних и конзервативних кандидата, одбијали сваку подршку. Пошто нису могли да се помогну са неколико великих прилога од малог броја људи, они су се досетили да траже мале паре од великог броја људи, и то редовно. То је довело до учлањивања максимума присталица у партијску организацију. Уместо да окупи највише неколико хиљада људи, партија је морала да окупи стотине хиљада па чак и милионе људи. Систем је такође омогућавао да се народним масама пружи политичко васпитање које им је недостајало. Најзад, овакав систем је омогућавао демократскије истицање кандидата: уместо да их бира уски круг малог комитета, кандидати су бирани на локалним и националним конгресима од стране свих чланова партије и њихових представника.
Највећа оригиналност масовних странака је у улози коју имају њихови чланови у организацији и функционисању странке. Изабрано мање или више непосредно од стране чланства, руководство добија из те чињенице известан степен независности у односу на парламентарну групу. Уопште, у масовним странкама, парламентарна група игра секундарну улогу и подведена је под гласачку дисциплину. Масовне странке, исто тако, за разлику од кадровских, су централизоване и дисциплиноване. Оне су активне и између избора. Конгреси периодично утврђују општу оријентацију странке, која је, исто тако, изложена утицају мишљења и реакције присталица.
У оквиру масовних странака могуће је разликовати неколико модела, међу којима су најпознатији социјалистички и комунистички. Социјалистички модел слаже се са децентрализованом и демократском организацијом која обухвата неколико ешалона: у основи је секција која се може састојати од неколико стотина, а у градовима чак и оод неколико хиљада присталица; на нивоу округа је федерација секција, која именује своје представнике за годишњи национални конгрес. Комунистички модел је више популаран, а мање демократски, у том смислу што његова локална организација почива на ћелијама предузећа, тј. на груписању присталица с обзиром ан место рада, а не с обзиром на место становања, што се његови конгреси не одржавају годишње него сваке треће или четврте године и што се на њима води расправа само о правцима политичког деловања.
Дивержеова типологија политичких странака критикована је поглавито из следећих разлога: 
- због непрецизности, пошто не посвећује довољно пажње разноврсности у оквиру кадровских и масовних странака;
- због непотпуности, тј. постојања мноштва политичких странака (католичке и демохришћанске странке, Лабуристичка странка Велике Британије и посебно странке новијег стила чија је идеологија слабијег интензитета, које располажу малим бројем чланова, али обухватају велики број бирача, какве су немачка Социјалдемократска странка француска унија за нову Републику) које су изван опште Дивержеове схеме и не могу се сместити ни у један од два општа типа те схеме;
- због непобитности и неумитности, пошто ће у политичкој будућности заснованој на општем праву гласа неминовно доћи до опадања броја кадровских странака, премда је њихова постојаност неспорна чињеница, чак извесни аутори предсказују и опадање броја масовних странака.

##### Типологија Жана Шарлоа
Из свих тих разлога Жан Шарло предложио је замену дихотомне типологије Мориса Дивержеа трихотомном поделом политичких странака коју је он предложио. Његова типологија обухвата:
- странке моћника (les partis de notables), које обухватају угледне личности, природне лидере;
- странке обичних чланова (les partis de militants), које предност дају активним присталицама и симпатизерима;
- странке бирача (les partis d' électeurs) или странке за окупљање (les partis de rassemblement), које пре свега пажњу посвећују бирачима и које се од странака обичних чланова разликују по томе што прихватају методе масовне демократије.

Сматра се да је ова типологија политичких странака ближа стварности савремених западних демократија и да она не пружа основ за историјско и политичко објашњење структуралних форми у друштву, којима у основи припадају и политичке странке (P. Gaborit, D. Gaxie).

## Типологија страначких система
Према сасвим другим мерилима, врши се типологија страначких система. Најчешће се примењују критеријуми броја, врсте и односа политичких странака међусобно и нарочито према државној власти. Број странака у појединачним државама иде од једне до неколико десетина. И премда најчешће коришћено, разврставање страначких система према броју политичких странака „не изгледа да је важно мерило разврставања“ (Р. Лукић), једноставно због тога што оно по себи не пружа одговор на питање да ли је конкретни страначки систем компетитиван или некомпетитиван. Па ипак, географија страначких система изводи се према броју политичких странака, тако што се за одређене делове земљине кугле везује вишестраначки, за друге двостраначки, а за треће једностраначки систем. У науци је већ уочено да од природе страначког система зависи утицај политичких странака на државну власт (С. Пулишелић), у том смислу да што је више политичких странака у једној земљи, то је мањи њихов утицај на државне органе.

### Класична подела
Класична подела страначких система по броју политичких странака разликује једностраначке, двостраначке и вишестраначке системе.

#### Једностраначки систем
Једностраначки систем је политички монополизам једне странке, он искључује страначки плурализам било изричито (када и буквално постоји само једна странка), било посредно (када забрањује формирање опозиционих политичких странака). Стварно, то није никакав систем, јер систем не може чинити један. Једностраначки системи доводе у питање суштинско значење појма политичке странке. Израз странка (једна „страна“ целине) претпоставља такмичење, супарништво, однос супарништва између различитих страна. Странка је део политичке сцене, а не цела та сцена. У једностраначким системима има гласања, али нема избора, постоји гласање без избора. То је као коњске трке са једним коњем. У једностраначком систему странка је стално на власти, она се идентификује са државом, њеној владавини нико се не супротставља. 
У земљама са једностраначким системом држава је под најјачим утицајем једине политичке странке, чак је она инструмент. Све до пред сам крај XX века биле су познате две врсте једностраначких система. Једна у земљама народне демократије (бившим социјалистичким земљама), у којима је била допуштена и овлашћена за учешће у државном животу једна странка, која је тиме добила правни монопол на власт. Друга, у афричким земљама које су стекле независност у последњим деценијама XX века, у којима теоријски постоји политичка слобода, али у стварности једна странка је готово целокупно политичко представништво.

#### Двостраначки систем
Двостраначки систем има неколико облика: 
- чисти двостраначки систем,
- непотпуни или псеудодвостраначки систем, и
- систем “две и по странке”

##### Чисти двостраначки систем
Чисти двостраначки систем постоји у земљама у којима су јавно мишљење и бирачко тело готово равномерно подељени на две политичке странке које се периодично смењују на власти. У таквим системима држава је под јаким утицајем једне политичке странке која за собом има сигурну већину, али мора водити рачуна и о постојању опозиције и о реалним могућностима смене на власти. Овај страначки систем распрострањен је у англосаксонским земљама, са јаком британском традицијом, у којима дисциплиноване политичке странке омогућују успостављање парламентарне већине. У Великој Британији се на парламентарним изборима редовно сучељавају као главни политички такмаци конзервативци и лабуристи, у САД се супротстављају једна другој, посебно за време председничких избора, демократска и републиканска странка, док се у Аустралији и на Новом Зеланду главни политички двобој на парламентарним изборима одвија између конзервативаца и лабуриста.

##### Лажни двостраначки систем
Лажни двостраначки систем постоји кад у оквиру две водеће странке не постоји кохезија и чврста страначка дисциплина, које су у стању да обезбеде стабилну парламентарну већину. Непостојање чврсте парламентарне већине, упркос постојању две политичке странке, обележје је ове врсте двостраначког система. Пример таквог система је понашање демократске и републиканске странке у САД у Конгресу, у којем, супротно њиховом понашању приликом председничких избора, знатно мање долазе до изражаја страначка лојалност и дисциплина.

##### Системи “две и по странке”
У системима “две и по странке” постојање треће политичке странке доводи до стварања коалиционе владе. У тим системима две велике политичке странке доминирају у политичком животу, у том смислу што се без једне од њих не може формирати парламентарна већина. Алид, да би образовале такву већину, оне се морају наслањати на трећу, знатно мању странку, чији значај бива утолико већи. Пошто та трећа странка преживљава поред једне од две великих странака, такав страначки систем назива се системом “две и по странке”. Такав систем постоји у Немачкој, где је улогу треће странке једно време играла либерална странка, а касније странка зелених, у Белгији, где такву улогу игра странка за слободу и напредак и у Канади, где демократска странка постоји између двеју великих странака - либералне и конзервативне. Међутим, страначка дисциплина која постоји у овим страначким системима, приближава те системе чистом бипартизму, тим пре што је влада изложена милости или немилости треће, зглобне политичке странке, која може раскинути коалицију.

##### Фактори који утичу на стварање двостраначког система
Сматра се да су две главне групе разлога који доводе до стварања и одржавања двостраначког система облик изборног система и супротстављање доминантних друштвених група.
Облик изборног система
Што се облика изборног система тиче, његов утицај на тип страначког система изражавао би се, према Морису Дивержеу, на следећи начин:
- већински систем у једном кругу доприноси стварању двостраначког система;
- већински систем у два круга доприноси стварању поларизованог вишестраначког система (груписање странака у две коалиције);
- систем сразмерног представништва доводи до интегралног вишестраначког система.

Супротстављање друштвених група
Када је реч о супротстављању доминантних друштвених група, мисли се на супротстављеност идеологија друштвених група које историјски следе једна за другом. Тако, XIX век обележава супротност између конзервативаца и либерала која за своју друштвену основу имају сукоб интереса између тржишно оријентисане индустријске буржоазије и протекционистички оријентисане земљишне аристократије. Међутим, XX век обележава сукоб између конзервативно-либералних друштвених група (чије је међусобно супротстављање изгубило сваки смисао) и радничког покрета. Тај сукоб изражава се као борба између буржоазије и радничке класе, које су представљене одговарајућим политичким странкама.
Ове две групе разлога, главни су разлози везани за супротстављање између две доминантне друштвене групе, док облик изборног система само убрзава или успорава стварање две политичке странке. Тако је у Великој Британији већински изборни систем у једном кругу кочио долазак на власт лабуриста, да би у друкчијим приликама убрзао пад либералне странке, коју су напустили лево оријентисани бирачи, свесни чињенице да би одржавање трипартизма значило фаворизовање конзервативаца. Увођење оваквог истог изборног система у земљама са вишестраначким системом није имало за последицу образовање двостраначког система. Штавише, вероватније је да је то довело до супротстављања по изборним јединицама на линији десница - левица. Промена изборног система довела је само до нових груписања у оквиру постојећег страначког система,а не до промене страначког система.

#### Вишестраначки систем
Вишестраначки систем обележава постојање више политичких странака које имају шансу да постану владајуће. У земљама са вишестраначким системом утицај политичких странака на државу сразмеран је снази политичких странака, која се најнепосредније изражава у броју њихових министарских места у влади и посланичких места у парламенту. И вишестраначки систем има неколико облика:
- интегрални вишестраначки систем;
- поларизовани вишестраначки систем;
- вишестраначки систем са доминирајућом политичком странком.

##### Интегрални вишестраначки систем
Интегрални вишестраначки систем или чисти вишестраначки систем подразумева постојање више политичких странака, од којих ниједна не може скупити више од 30% гласова на парламентарним изборима. Таква дисперзија гласова изражава се у великој нестабилности владе, непостојању унутрашње кохезије у влади, која већину обезбеђује страначком коалицијом. Таква ситуација постојала је у Трећој и Четвртој републици и Француској. Данас таква ситуација постоји у Холандији, Швајцарској, Финској.

##### Поларизовани вишестраначки систем
Поларизовани вишестраначки систем постоји кад се више политичких странака групише око две различите страначке осовине или у два страначка блока, који настају било у циљу бојкотовања избора или удруживања на изборима, било у циљу стварања парламентарне већине после обављених избора.

##### Вишестраначки систем са доминирајућом политичком странком
Вишестраначки систем са доминирајућом политичком странком обележава постојање политичке странке релативно надмоћније у односу на друге постојеће, које су скромније моћи и изразито међусобно подељене. То се изражава у томе што та странка на парламентарним изборима добија већину која је близу апсолутној већини или је апсолутна већина (Индија, Италија до 1960, Француска између 1962. и 1973). Та странка има мање или више изражену хегемонију у политичком животу, која се често састоји у непрекидном вршењу власти. Тако су социјалисти у Данској, Норвешкој и Шведској били на власти и преко 20 година, што је био случај са демохришћанима у Италији, конзервативцима у Јапану или деголистичком странком у Француској. У сваком случају, без освајања најмање 30% гласова на парламентарним изборима, странка не може имати привилегован положај у политичком животу. Појам вишестраначког система са доминирајућом политичком странком је споран због тога што је праг од којег се рачуна да он постоји тешко одредити и што хетерогеност политичких странака може имати обележја интегралних вишестраначких система.

##### Фактори који утичу на стварање вишестраначког система
Разлози постојања вишестраначког система могу се груписати у неколико група:
- облик изборног система;
- чисто политички разлози;
- односи између друштвених група;
- национални и верски разлози.

Облик изборног система
О разлозима везаним за облик изборног система већ је било речи приликом излагања разлога везаних за формирање двостраначких система (види горе).
Чисто политички разлози
Чисто политички разлози потичу из настојања одређених политичких људи да одржавају једну организацију прилагођену за спровођење више њихових сопствених циљева него одређене политичке идеологије. 
Односи између друштвених група
Односи између друштвених група разлог су вишестраначког система у том смислу што се деловањем економских процеса број друштвених група умножава, уместо да се све оне групишу у две основне. У већини земаља Европе компромис који је крајем XIX века направљен између индустријске буржоазије и сељаштва наставио је да постоји као латентни сукоб између њих, иако је усвајањем слободног тржишта изгубио снагу. Развој политичких организација које је захтевала радничка класа утицао је на стварање нових друштвених подела које су се пре накалемиле на претходну поделу, него што су успеле да је уклоне. Уз то, из друштвених и идеолошких разлога дошло је до рачвања радничког покрета у два правца, један социјалистички, други комунистички.
Национални и верски разлози
Национални разлози своде се на отпоре периферијских региона у земљи централизацији или на постојање различитих етничких и језичких колективитета, као у Белгији и у Канади, док се верски разлози своде на верски плурализам, као у Холандији, или на сукоб између цркве и државе, као у Француској.

#### Консеквенца
На крају излагања ове класичне поделе страначких система, можемо закључити следеће: 
- једностраначки системи и нижи облици вишестраначких система са доминирајућом политичком странком воде недељивој власти;
- двостраначки системи воде алтернацији, смени на власти;
- вишестраначки системи воде дељењу власти, подељеној власти (B. Jeanneau).

### Подела на системе са и без опозиције
Иако мање растресита од претходне, у теорији је значајна и типологија страначких система на системе с опозицијом и без опозиције.
- Систем с опозицијом је страначки систем у којем постоји опозиција тј. у којем постоје најмање две политичке странке, од којих је једна на власти, док је друга у опозицији.
- У систему без опозиције постоји само једна или више странака (страначких савеза, коалиција) на власти, а ниједна странка није у опозицији.

То је и суштина поделе страначких система на земље са страначким плурализмом и монизмом. У системима страначког монизма нема ни страначког такмичења, ни смене на власти, пошто нема партнера за такмичења нити другог субјекта који би сменио са власти оног јединог. Земље са страначким плурализмом, по правилу, поред владајућих, имају и опозиционе политичке странке, док земље са страначким монизмом имају само једну, и то владајућу странку. У системима страначког плурализма између политичких странака дозвољена је компетиција (такмичење) уз могућности алтернације (смене) владајуће странке од стране опозиције. Другим речима, ту је опозиција алтернативна влада.

### Типологија Ђованија Сарторија (премести горе)
У основи поделу страначких система према броју политичких странака (горе наведену) даје у својој познатој типологији страначких система Ђовани Сартори. Он утврђује следећу поделу:
1. једностраначки системи;
2. системи са хегемонистичком (хегемоном) странком;
3. системи са предоминантном странком;
4. двостраначки системи;
5. системи са ограниченим плурализмом;
6. системи са екстремним плурализмом;
7. атомизовани системи.

Једностраначки системи значе забрану других политичких политичких странака. У системима са хегемонистичком странком поред владајуће постоје и њој подређене странке, које не угрожавају владајућу странку и отворено признају њену хегемонију. Системи предоминантне странке постоје кад једна странка у дужем временском размаку успева да добије у демократском и легалном такмичењу са другим странкама апсолутну већину посланика у парламенту. Тиме је Ђовани Сартори рашчланио групу једностраначких система из традиционалне поделе страначких система на три посебне варијанте.
Група двостраначких система из традиционалне поделе страначких система остала је јединствена, док је група вишестраначких система обухватила две варијанте: систем са ограниченим и систем са екстремним страначким плурализмом, у зависности од тога да ли је број политичких странака био на нивоу доње или горње границе вишестраначког система.
Последња група страначких система је, у ствари, резидуална група која „означује тачку где више нема потребе за прецизним бројањем, тј. праг изнад кога је број странака - да ли десет, двадесет или више - од малог значаја“.

## Организација
Два основна питања везана за организацију политичких странака јесу: ко чини политичку странку и каква је унутрашња организација политичке странке.

### Чланство
Странку чини мањи или већи број људи који се називају члановима странке. Али, поред овог уобичајеног облика, постоји више ступњева везе између политичке странке и појединца, постоје и други облици везаности појединца за странку осим чланства. Пијетро Вирга даје разгранату типологију веза људи са политичком странком. Он Везивање људи за странку назива страначким припадништвом, а разликује следеће категорије припадника странке:
1. оснивачи (paromotori), то су људи који су основали странку;
2. организатори (organizzatori), то су људи који после оснивања странке организују њене активности и који, уопште, развијају странку;
3. руководство (dirigenti), то су људи који чине страначки кадар
4. учесници и активисти (partecipanti o attivisti), то су људи који су сагласни са програмом странке, који га прихватају, подржавају странку на изборима гласањем за њу, учествују у расправама на страначким трибинама, али нису чланови странке.

Како се може видети, различите категорије припадника странке имају различите улоге у настанку и животу странке.
У теорији се најчешће разликују три ступња везе између странке и појединаца.
То су: 
- присталице
- симпатизери и
- чланови странке.

#### Присталице
Присталице странке су најбројнија страначка популација, а од њих се једино очекује да приликом гласања на парламентарним или на председничким изборима дају глас својој политичкој странци. Они су главна ударна снага политичке странке. Од њиховог броја зависе моћ и утицај политичке странке.

#### Симпатизери
Симпатизери су јаче привржени политичкој странци од присталица, па зато имају и веће обавезе. За разлику од присталица странке, чија се веза са политичком странком исцрпљује чином гласања за странку, симпатизери странке не само што гласају за своју странку, него учествују и у пропаганди и агитацији страначке идеологије, у скуповима које организује њихова политичка странка, као што су активни, и у организацијама које су наклоњене њиховим политичким странкама. Уз то, симпатизери су често даваоци новчане помоћи својим политичким странкама.

#### Чланови
Чланство у странци заснива се уписом или пријемом у политичку странку.
Чланови политичке странке имају страначку књижицу, плаћају чланарину, имају одређена права и дужности, подвргнути су страначкој дисциплини и казнама. У том погледу специфичне су политичке странке у САД, у којима не постоји чланство у странци у строгом смислу речи, а то значи да нема ни формалног учлањивања у странку, ни плаћања чланарине, па према томе ни класичне страначке дисциплине ни напуштања страначког чланства. С обзиром на поделу рада и залагање у политичком животу странке, разликују се три врсте страначких чланова:
- обични чланови
- активисти
- руководиоци

Обични чланови су без посебних задужења у странци, док се активисти посебно ангажују у извршавању страначких задатака. Њихов нарочити задатак је да посредују између руководства и обичних чланова, како би страначке одлуке биле добровољно прихваћене од стране обичних чланова. Они одлуке руководства аргументују, оправдавају, чине их разумљивим обичним члановима, тако да њихово прихватање постаје ствар уверења, а не наметања одозго. Руководећи кадар (руководиоци) сачињавају руководства страначких органа, као и индивидуални страначки функционери. Они чине страначку елиту. На своје положаје у странци долазе избором.

#### Унутрашњи односи
У већини политичких странака унутрашњи страначки односи су формално демократски, у том смислу што сви чланови странке учествују у избору страначких органа, у утврђивању страначке политике, и у утврђивању стратегије и тактике странке у политичкој и изборној борби. Међутим, општа је законитост, коју је још на почетку 20. века утврдио швајцарски социолог Роберт Михелс, сужавање круга одлучујућих људи у странци на страначки врх, на чијем је челу појединац који врши функцију страначког лидера (Михелсов „гвоздени закон олигархије“). Централизам и хијерархија у организацији политичких странака довели су до одвајања руководећег страначког кадра од страначког чланства и од народа у већини савремених политичких странака.

#### Врсте чланства
Чланство у политичким странкама може бити индивидуално или директно и колективно или индиректно, као нпр. у Лабуристичкој странци у Великој Британији, чији су чланови и синдикати и поједина друштва. Синдикати су и створили Лабуристичку странку у Великој Британији.
У комунистичким странкама постојала је још једна категорија “ванстраначког чланства”, која се најуже везује за политичку странку, а то су тзв. кандидати странке, тј. кандидати за пријем у страначко чланство.

### Унутрашња организација
Политичке странке подељене су на организационе јединице, основне и шире.
Основне организационе јединице странке организују се на територијалном, што је правило, или на функционалном, што је изузетак принципу. Основна организациона јединица код либералних и конзервативних странака је одбор, код демохришћанских, социјалдемократских и социјалистичких то је секција, код комунистичких то је ћелија или основна организација, код фашистичких то је милиција. Међу типовима основних организационих јединица странке специфична је милиција код фашистичких странака, јер је она нека врста оружаног одреда. Ти одреди имали су редовне вежбе оружјем, како би били припремљени за насилно освајање власти када се за то буде указала прилика.
Политичка странка је у основи једна организација, и као организација она је систем територијалних организационих јединица вертикално повезаних у јединствену организацију. Само организована скупина (уз додатна обележја, као што су политичка идеологија и тежња за освајање и вршење државне власти легалним путем, на слободним изборима) може бити политичка странка, уз поменуте специфичне ознаке овог облика организовања људи. Због тога, основне организационе јединице политичке странке чине ширу страначку организацију на територији једне политичко-територијалне јединице (општине, града, области, покрајине, федералне јединице и сл.), која има своје страначке органе, да би сви ти шири организациони облици били повезани у јединствену целину, што је у ствари политичка странка. На челу странке налази се врховни страначки орган - главни, централни одбор, извршни одбор и сл. Највиши орган странке, у многим политичким странкама је конгрес, који чине делегати органа странке. То је бројно тело које се састаје у размаку од једне до четири године, које доноси основне програмске акте и бира орган странке који ће у времену између конгреса странке вршити функцију врховног органа странке. Оваквом организационом мрежом обезбеђује се унутрашња повезаност странке.
Иако не чине страначку организацију у ужем смислу, посебну организациону целину и важан центар моћи образују страначки посланици у парламенту организовано у парламентарне групе. Парламентарна група је категорија пословника парламента (образује се уколико има минимални, пословником утврђени, број чланова) и као таква она је носилац одређених права у раду парламента. На њеном челу налази се председник, који је иначе високи страначки функционер. Парламентарна група има своју унутрашњу организацију, чија је сврха да се обезбеди јединствено гласање посланика из исте политичке странке и њихово јединствено политичко деловање у парламенту. Тако, иницијативе и предлози посланика у оквиру групе морају добити страначку сагласност, као што није дозвољено ни подржавање иницијативе и предлога посланика из других странака без одобрења председника парламентарне групе.
У Великој Британији посланици исте политичке странке обавезни су да се покоравају вољи страначког „бича“ („Whip“). Штавише, „бич“ владајуће странке носи формалну титулу парламентарног секретара државне благајне, док су четворо његових помоћника млађи лордови државне благајне. Сви они, поред своје посланичке плате, примају посебну плату, а од опозиционих „бичева“ једино је посебно плаћен „Главни бич опозиције“. Важан задатак „бичева“ је да пружају помоћ приликом утврђивања дневног реда домова парламента, али је њихова основна функција да обезбеђују присуствовање страначких посланика, посебно кад предстоји гласање, да их упућују како да гласају и да обавештавају страначке вође о мишљењу посланика. Ако посланик не присуствује седници из разлога који нису оправдани, а добио је од стране страначког „бича“ три пута подвучен позив у којем стоји да је његово присуствовање неопходно, он ће бити подложан дисциплинској одговорности, која може значити и његово искључење из странке и из парламента. Оваква мера назива се „опозив од стране страначког бича“.

## Политичка идеологија
Политичка идеологија је нужан предуслов сваке политичке делатности. Основе политичке идеологије, по правилу, стварају слободни политички мислиоци ван политичких странака и ти основи налазе се у филозофији и у општој друштвеној идеологији. Политичка идеологија даје посебност једној политичкој странци, одређује јој њену идејну физиономију. Она није ништа друго до скуп логички повезаних идеја, које извиру из једне централне идеје. То је систем идеја о свет као целини и о себи у њему.
Политичка странка је носилац политичке идеологије. Идеологија је већ то што се страначка борба представља као општечовечанска борба, борба за људско достојанство, за човека, за најбољи могући поредак у друштву. Странка представља спољном свету како се не бори непосредно за себе, за своје себичне интересе, него за опште интересе, за напредак и срећу човечанства. Таква идеологизација припадника странке доводи до великог пожртвовања у политичкој борби.
Политичку идеологију могли бисмо да одредимо као систем уверења, идеја и поставки о уређењу друштва и државе са становишта интереса одређених друштвених група (класа, слојева и сл.). Политичка идеологија разрађује се у програму странке. Међутим, страначки програм се разликује од чисте идеологије. Програм је пре свега окренут пракси, док је страначка идеологија апстрактнија. Програм, поред идеолошких елемената, садржи и практичне мере које странка намерава да предузме и циљеве које жели да оствари у области конкретних страначких интереса. Ове мере и циљеви повезани су са идеологијом и треба логично да произлазе из ње, али су они ипак различити од саме идеологије.
Једном створену идеологију и програм странка пропагира својом пропагандном делатношћу и тако постиже потпуну идеологизацију, тј. усвајање одређене идеологије у широким масама. 
Ширењем своје идеологије политичке странке постају основни носиоци политичког васпитања грађана. Без њих би грађанин остао, више-мање, неполитичко биће (Радомир Лукић)
Делатност странке на ширењу њене идеологије, односно програма странке, назива се „пропагандом“. Пропаганду треба разликовати од агитације. Док је пропаганда излагање свих страначких идеја о једном питању, које због њихове сложености може усвојити само танак слој релативно образованих људи, агитација је излагање само једне, најважније идеје, и то обично помоћу конкретних примера, тако да може бити усвојено од стране великог броја људи.
За успех политичке акције конкретне политичке странке необично је важно идеолошко јединство странке. Оно обухвата елемент ширине распрострањености идеолошког пројекта странке код чланства и висок степен уверења чланства у тај пројект. Али, уз овај, оно обухвата и елемент усвајања идејних поставки које су ван идејног пројекта странке од стране чланства, а које су спојиве с идеолошким пројектом странке, без чега нема успешности политичке акције странке.
Посебно је питање друштвених корена страначке политичке идеологије. Та идеологија је, по правилу, у најтешњој вези с интересима друштвених група, пре свега друштвених класа и слојева, чије интересе странка заступа. Политичке странке су, по правилу, израз социјалне поделе друштва. Али, у социјално неиздиференцираним земљама, није редак случај да политичке странке заступају и интересе националних, верских, регионалних, расних и других друштвених скупина. Тада су политичке странке израз националне, верске и друге поделе друштва.
Везаност политичких странака за друштвене групе, конкретно за друштвене класе, многи аутори сматрају саставним делом „дефиниције“ политичке странке. Тако се политичка странка дефинише као политичка организација „чији је циљ преузимање и вршење државне власти, или бар учешће у њој или стални утицај на њу ради заштите и остваривања одређених класних односно групних интереса у оквиру једне идеолошке концепције о општој државној политици и заједничким интересима друштва“ (Никола Пашић). Али, и у таквим „дефиницијама“ не ставља се знак једнакости између политичке странке и друштвене класе, него се, напротив, у коментарима истиче да тај однос није једноставан и да се „не може представити једноставном шемом у облику концентричних кругова у којој би ужи био партија а шири класа“ (С. Пулишелић). Ово упозорење има видљивог оправдања у чињеници класне хетерогености политичких странака. Чак када странка у свом политичком програму представља себе као експонента једне друштвене класе (што ће се ређе догодити), она у својим редовима неће имати припаднике само те једне, него и других друштвених класа.

## Оцена
Друштвена улога политичких странака може се оценити као нужна и корисна. Политичке странке омогућују исказивање народне суверености и тиме обезбеђују „демократску и световњачку легитимност државне власти“ (Р. Лукић). Идеологизујући друштво, странке му одређују правац кретања, чиме каналишу друштвену енергију у одређеном правцу, уместо да се та енергија растура у више, чак у безброј праваца. 
Политичке странке стављају у покрет широке народне масе, подстичу их на коришћење и олакшавају им коришћење њихових политичких права, укључујући их у политику, али оне, исто тако, стављају у покрет и државни апарат, ради остваривања одређене политике, чиме му одређују и садржину рада. На тај начин, политичке странке повезују државну организацију са широким слојевима народа и тако обезбеђују демократију. Тако су оне постале један од главних услова за функционисање представничке демократије. 
Посредством политичких странака, бирачи на парламентарним изборима бирају не само посланике, они бирају и владу (у земљама у којима функционише парламентарни систем власти). Да нема политичких странака, посланици у парламенту бирали би се на основу личних обележја и на основу онога што значе као појединци. Резултат тога би био хаос, пошто би о сваком појединачном кандидату за посланика било мноштво супротстављених представа. Без помоћи политичких странака, тешко би се избори за народне представнике могли успешно обавити, а грађани могли вршити своја политичка права.
Ипак, истина је и то да су политичке странке везане за тип демократије у којој су широке масе грађана неактивне, док се политиком бави само активна мањина организована у политичке странке. Главна опасност којој је тај тип демократије изложен је да странке од чиниоца који покреће широке масе грађана на вршење њихових политичких права успоставе, уместо владавине народа, владавину политичких странака и тиме професионалних политичара. Уместо да омогуће власт већине народа, странке прете да уведу власт страначких активиста.
Друга је опасност да странке ради добијања већине на изборима и освајања власти пређу у демагогију уместо да воде државничку политику. Понекад је, у општем интересу, неопходно водити и непопуларну политику, што се странкама, будући да у таквим случајевима губе бираче, не исплати. И уместо да воде рачуна о таквим, општедруштвеним интересима, странке, одмеривши да им се то не исплати, воде рачуна првенствено о својим уским интересима.
Ипак, ове и многе друге опасности које иду уз политичке странке, нису у стању да негирају у основи позитивни суд о њима, о њиховој нужној и корисној друштвеној улози у конкретном друштву, на датом степену друштвеног и политичког развоја. Критика која се упућује политичким странкама углавном је неоснована зато што „нема у виду управо оно стварно друштво из кога странке потичу него идеално, у дато време неоствариво друштво“ (Р. Лукић).